# Willanzheim
Willanzheim är en köping (Markt) i Landkreis Kitzingen i Regierungsbezirk Unterfranken i förbundslandet Bayern i Tyskland.
Köpingen ingår i kommunalförbundet Iphofen tillsammans med staden Iphofen, köpingen Markt Einersheim och kommunen Rödelsee.